# Johannes Jehle
Johannes Jehle (* 30. März 1881 in Markgröningen; † 21. März 1935 in Ebingen) war ein deutscher Orgelbauer, Musikalienhändler, Musikverleger, Komponist, Dichter, Chorleiter, Kirchenmusiker und Pianist.

## Leben und Wirken
Johannes Albert Emil Traugott Jehle wurde als fünftes Kind von Friedrich Martin Jehle und dessen erster Frau Mathilde Zeller geboren, die kurz nach seiner Geburt starb. Seine Schulzeit verbrachte er nach dem Umzug 1885 im württembergischen Ebingen und besuchte von 1895 bis 1896 das Gymnasium in Tübingen. Seine Lehr- und Wanderjahre begann er mit einer kaufmännischen Ausbildung in einer Ebinger Trikotwarenfabrik, die er 1899 abschloss. Dann folgte ein Jahr im Kontor der Orgelbaufirma Weigle in Echterdingen und zwischen 1900 und 1902 wechselte er ins Fach des Orgelbauers bei der Orgelbaufirma Gebrüder Link in Giengen an der Brenz. 1902/03 lernte in der Schweiz in Neuchâtel und Bôle Französisch, bevor er in Frankreich als Klavierstimmer und Musikalienhändler zunächst bei Maroky in Lyon arbeitete, wo er auch die Klavierwerke des Notenverlags einzustudieren hatte, um sie den Kunden vorspielen zu können. Danach fand er als Orgelbauer bei Ferdinand Leroux in Nantes Anstellung. 1904/05 arbeitete er nach seiner Rückkehr nach Deutschland als Kaufmann und Instrumententechniker bei der Orgelfabrik Laukhuff in Weikersheim.
Jehle wurde im Jahr 1905 Gründungsgesellschafter der Musikalienhandlung und Harmonium-Firma Kaim & Sohn in Augsburg, deren Mitgesellschafter und Geschäftsführer er bis 1907 blieb.

### Musikhaus und Verlag
Im Herbst 1907 mietete er in Ebingen Geschäftsräume für Laden und Werkstatt an und gründete das „Musikhaus Johannes Jehle“. Er stimmte und reparierte Orgeln im von der Orgelfirma Link zugeteilten Stimmbezirk sowie Harmoniums, Klaviere und Kleininstrumente und handelte mit Musikinstrumenten, Zubehör, Noten, Musikwalzen und deren Abspielgeräte, später auch mit Schallplatten. Nach dem Marktstraßenbrand im Januar 1911 erwarb er das Haus Untere Vorstadt 15, wo er sein Geschäft wieder eröffnete. In seinem Musikverlag erschienen Werke einiger alter Meister, vor allem aber von Zeitgenossen wie Karl Friedrich Gerok, Hilda Kocher-Klein, Fritz Lubrich, Hans Joachim Moser, Wilhelm Rudnick und Johannes Schrenk. Hier erschienen auch die seines Vaters Friedrich Martin Jehle, seines Sohnes Martin Friedrich Jehle, seines Bruders Richard Jehle und seine eigenen Kompositionen, hauptsächlich für Klavier solo (zwei- und vierhändig) und für Frauenchor. Trotz des im Dezember 1928 erlittenen Schlaganfalls konnte er im April 1933, zwei Jahre vor seinem Tod, die zweite Auflage des kommentierten Verlagsverzeichnisses noch fertigstellen.

### Musikalisches Wirken
Jehle widmete 1907 seinen Marsch „Furchtlos und treu“ für Klavier solo der Herzogin Wera von Württemberg, wofür ihm eine goldene „Busennadel“ verliehen wurde. Er war im Ersten Weltkrieg beim Landsturm und hatte in der Arbeitersiedlung der Ebinger Munitionsfertigungsstelle Kriegsgefangene zu bewachen. Dort komponierte er zu „Heil dir im Siegerkranz“ eine deutsche Melodie an Stelle der englischen, die er als Feldpostkarte um 1915 in seinem Verlag herausbrachte. Bei Ebinger Konzerten trat er als Pianist solistisch oder als Begleitung auf, gestaltete in der Kapellkirche Liederabende und leitete den „Lehrchor“, wo er Singen mit Hilfe von Klangmitteln lehrte, ähnlich wie später Carl Orff. Anfang 1920 übernahm den Chor des Ebinger Jungfrauenvereins, für den er Werke komponierte mit eigenen Texten als auch christlicher und säkularer Dichter. Bekannte Melodien setzte er als Choral, setzte sich für die Verwendung alter Choräle in den Kirchentonarten ein und propagierte die einstimmige Ausführung. Er stand in regem Austausch mit dem Dresdner Kantor Alfred Stier und dem Berliner Pfarrer Otto Riethmüller, die ähnliche Ziele verfolgten. Ebenso mit den Beuroner Patres Prior P. Dominicus Johner und Klosterorganist P. Fidelis Böser, die sich auf katholischer Seite mit der Verbreitung des gregorianischen Chorals betätigten. Mitte der 1920er Jahre übernahm er auch den Männerchor des Jünglingsvereins. Jehle hielt bis 1928 Singewochen in ganz Württemberg ab, veranstaltete in Esslingen eine jährliche Gemeindechoralsingwoche, gilt als Pionier der Singbewegung und gab als Musikhistoriker im Bereich Liturgie Vortragsabende zu liturgisch-kirchenmusikalischen Themen.
Unter seinem Pseudonym Michael Wolf komponierte er die Melodie zu Friedrich Rückerts „Bitte an den Friedenskönig Jesus“. Weitere Pseudonyme waren Gotthold Ulrich und Hermann Henning. Sein bekanntestes Werk, „Gott ist mein Psalm“, erschien in seinem Verlag 1921–1928 als drei- und vierstimmige Lieder „für Jungfrauenvereine, Frauen- und Schülerchöre“ in fünf Heften und 1928 als Sammelband. Den Cantus firmus (Unterstimme) seines 1926 komponierten Liedes „Ach bleib bei uns, Herr Jesu Christ“ spielten die vier Glocken der Südkirche in Esslingen am Neckar viele Jahrzehnte lang jeden Abend um 18 Uhr.

## Privates
Jehle heiratete am 22. Januar 1913 Bertha Schmidt. Das Paar hatte fünf Kinder, darunter der Sohn Martin Friedrich Jehle. Er war ein Schwager des Waiblinger Komponisten und Kirchenmusikers Johannes Schrenk.

## Veröffentlichungen
Kompositionen
- Furchtlos und treu. Marsch für Pianoforte, Musikverlag Jehle, Ebingen und Anton Böhm und Sohn, Augsburg und Wien 1907.
- Furchtlos und treu. Marsch für 36 Instrumente, (Infanteriemusik), Anton Böhm und Sohn, Augsburg und Wien 1907.
- Geistliches Gesangbüchlein, Musikverlag Jehle, Ebingen, 1. Teil: 1918, 2. Teil: 1921.
- Liturgische Feiern (Mehrteiliges Werk), erschienen im Musikverlag Jehle, Ebingen
  - Nr. 1. Dankgottesdienst (Psalm 107), 1925.
  - Nr. 2. Tod und Ewigkeit, 1925.
  - Nr. 3. Jerusalem, 1926.
  - Nr. 4. Alles was Odem hat, lobe den Herrn, 1926.
  - Nr. 5. Höchste Majestät, Priester und Prophet, 1928.
- Gott ist mein Psalm, Lieder Sammelband, Musikverlag Jehle, Ebingen 1928.

Aufsätze
- Praktischer Choralgesang, in: Sänger-Gruß. Monatschrift des Christl. Sängerbundes, Stuttgart 42. Jg. 1920 Nr. 3 (März), S. 18f. + Nr. 4 (April), S. 26f.
- Die Wittenbergisch Nachtigall. Oder: Luther als Musikmeister, Musikverlag Jehle, Ebingen 1925.
- Daniel Speer. Der Schöpfer des ersten Orgelchoralbuchs, in: Schwäbischer Merkur, Nr. 136, 14. Juni 1933.